# Pension Boulanka
Pension Boulanka ist ein deutscher Kriminalfilm der DEFA von Helmut Krätzig aus dem Jahr 1964. Er beruht frei auf dem Roman Künstlerpension Boulanka von Fritz Erpenbeck.

## Handlung
Die Handlung spielt um die 1960er-Jahre in Ost-Berlin. Während verschiedene Artisten eines Revuetheaters für eine neue Aufführung proben, kommt der Zauberkünstler Colanta von einigen Auftritten außerhalb Berlins zurück. Auf der Bühne stößt er mit einem Mann zusammen, den er zu kennen glaubt und dem er deshalb folgt. Dessen Weg führt ihn in die Künstlerpension Boulanka, in der ein großer Teil der bei der Revue engagierten Artisten und auch der Zauberer Colanta wohnen. Während der Mann zum Zimmer der Rollschuhakrobatin Lore Hansen geht, wird Colanta von der Pensionsinhaberin Emmi Boulanka abgefangen, die mit ihm erst einmal einen Schnaps trinken will. Von ihr erfährt er, dass der Mann Gruyter heißt und seit ein paar Tagen das Zimmer neben ihm bezogen hat. Gruyter hat inzwischen festgestellt, dass Lore, die er bereits bei ihren vorhergehenden Auftritten in Magdeburg kennenlernte, sich das Leben mit Tabletten und Gas nehmen wollte, da sie sich von ihm betrogen fühlte. Durch sein egoistisches Eingreifen wird sie aber ins Leben zurückgeholt, denn er hatte einen Vertrag mit ihr abgeschlossen, der sie nach Südamerika verpflichtete, wo sie in einem Club als Tänzerin arbeiten soll. Noch am gleichen Abend telefoniert Colanta aus einem Postamt und ein daraufhin erhaltenes Telegramm aus Brüssel bestätigt ihm, dass Gruyter 1942 in Paris als Gestapo-Spitzel in der Artistentruppe seiner Eltern und Schwester gearbeitet hatte, die auf Grund dessen Verrats ihr Leben durch Erhängen verloren.
Am nächsten Abend findet die Premiere der neuen Revue statt. Kurz zuvor geht Gruyter in das Zimmer von Frau Sievers, die eine Pudeldressur vorführen wird. Dabei erkennt man, dass sich die beiden schon lange Zeit kennen. Als Gruyter ihr vorschlägt, in ihrer Bremer Wohnung übernachten zu wollen, machte sie ihm klar, dass er den Schlüssel dafür auf keinen Fall bekommen wird. Sie wundert sich auch, warum er so schnell abreisen will, obwohl die Aufenthaltsgenehmigung für den Belgier in der DDR noch längere Zeit gültig ist. Beim Verlassen ihres Zimmers trifft er auf Colanta, von dem er vermutet, dass er ihn, wie bereits vor drei Jahren, wegen seiner Vergangenheit nachschnüffelt. Colanta spricht ihn mit Fred Zumpe an, doch der behauptet Jan Gruyter zu sein und geht in sein Zimmer. Hier bekommt er Besuch von der rothaarigen Else Päschke, die sich lautstark mit ihm streitet. Als diese wieder gegangen ist, kommt jemand mit einer Flasche Schnaps zu ihm, sicherlich um sich mit ihm zu versöhnen, vermutet er, doch bei dieser Gelegenheit wird er umgebracht. Frau Sievers kommt aus dem Badezimmer, nimmt ihre Hunde, auf die Frau Boulanka während des Bades aufgepasst hat und geht zur Vorstellung. Mit ihr verlassen auch Colanta, Lore Hansen und der Clown Ulf das Haus. Gegen Einundzwanzig Uhr wird die Leiche durch Frau Boulanka, die das Zimmer aber nicht betritt und sofort die Polizei ruft, mit einem Strick um den Hals aufgefunden. 
Hauptmann Brückner, Oberleutnant Becker und Leutnant Lorenz erhalten den Auftrag, den Fall zu untersuchen und machen sich umgehend auf den Weg. Bereits beim ersten Betrachten des Mordumfelds hat Hauptmann Brückner den Eindruck, dass etwas nicht stimmt. Besonders die Lage des am Boden liegenden Schnapsglases irritiert ihn, was er dann im Büro mit Wasser überprüfen will. Auch findet er es eigenartig, dass auf den Gläsern sowie auf der Flasche keine Fingerabdrücke zu finden sind. Auf jeden Fall beginnen die Genossen der Kriminalpolizei mit den ersten Vernehmungen von Frau Boulanka, Colanta, der allerdings verschweigt, den Ermordeten gekannt zu haben, dann noch von Clown Ulf und Frau Sievers, die aber keine Ergebnisse bringen. Doch es gibt noch mehrere Verdächtige, die mit Gruyter etwas zu tun hatten. So der Artist Hans Wolter, der in Magdeburg mit ihm eine gemeinsame Bühnennummer hatte und von dem ohne Bezahlung mitten im Engagement in Stich gelassen wurde, weshalb er nach Berlin kam, um ihn zur Rede zu stellen. Nach dem Tod Gruyters fährt er wieder nach Magdeburg zurück, doch die Vernehmung durch die dortige Kriminalpolizei bringt keine neuen Erkenntnisse. Frau Päschke kommt auch wieder in die Pension, um erneut mit Gruyter zu sprechen. Da der nicht mehr lebt, kommt es zur Vernehmung durch die Kriminalpolizei. Hier erzählt sie, dass ihre Tochter durch ihn vertraglich nach Südamerika in einen Nachtclub verpflichtet wurde und sie ihn bewegen wollte, diesen Vertrag aufzulösen. Bei diesem Gespräch stellt sich jedoch heraus, dass die im Zimmer des Ermordeten gefundene Hülle der als Tatwaffe benutzten Wäscheleine ihr gehörte und sie diese beim Weggehen vergessen hatte. Ein erneutes Verhör Colantas ergab mit Hilfe eines Films aus den 1940er Jahren, dass er gemeinsam mit Gruyter in einer Artistengruppe gearbeitet hatte. Colanta erzählt von seinen Eltern und seiner Schwester, die im Rahmen der deutschen Truppenbetreuung in Paris engagiert waren und als Mitglieder der illegalen KPD Verbindung mit französischen Widerstandskämpfern aufnahmen. Gruyter verriet sie, weshalb sie umgebracht wurden und er selbst konnte in Sicherheit gebracht werden. Auch die Namensänderung klärte er auf. Wie ihm belgische Freunde bestätigten, hatte er bereits während des Krieges die Papiere eines erschossenen Belgiers an sich genommen, was sich mit den Erkenntnissen der Kriminalpolizisten deckt. 
Die inzwischen erfolgte Obduktion ergibt, dass Gruyter nicht erdrosselt wurde, sondern bereits zuvor mit dem Gift eines japanischen Fugus, der zur Gruppe der Kugelfische gehört, vergiftet wurde. Bei einer nochmaligen Durchsuchung von Gruyters Zimmer finden die Kriminalpolizisten in einer Dose zwischen zwei Seifenhälften den Abdruck eines Sicherheitsschlüssels, der nach der Anfertigung eines Schlüssels zur Aufklärung des Falles beitragen soll. Frau Boulanka erhält den Auftrag beim Frühstück zu fragen, ob jemand der Anwesenden seinen Schlüssel vermissen würde, jedoch interessiert sich niemand wirklich für ihn. Nur Frau Sievers rennt einem ihrer Pudel hinterher, um zu überprüfen, ob sich ihr Bremer Wohnungsschlüssel noch in dem Täschchen an dessen Halsband befindet. Dabei wird sie von der Polizei beobachtet, und als sich herausstellt, dass es der gleiche Schlüssel ist, wie das Duplikat ist klar, wer die Mörderin ist. Außerdem behauptet sie, Gruyter nicht vergiftet zu haben, obwohl er offiziell erdrosselt wurde. In der folgenden Vernehmung wird der Tathergang rekonstruiert. 
Frau Sievers gelingt es aus dem Ring des Clown Ulf das darin von ihr vermutete Gift zu entwenden. Nachdem sie Frau Boulanka ihre Hunde für die Zeit ihres Bades übergeben hat und diese mit ihnen in ihrer Wohnung verschwunden ist, verlässt sie das Badezimmer wieder und geht mit einer Flasche Schnaps zu Gruyter, der sich über ihr Kommen freut. Hier schenkt sie die Gläser voll und mischt bei ihm das Gift darunter. Innerhalb weniger Sekunden setzt der Tod ein und Frau Sievers verwischt alle Spuren. Beim Verlassen des Zimmers entdeckt sie die von Frau Päschke vergessene Wäscheleine und täuscht eine Erdrosselung vor, um die tatsächliche Todesursache zu vertuschen. Dann gelingt es ihr, ungesehen wieder in das Badezimmer zu gelangen. Etwa zur gleichen Zeit will Clown Ulf zu Gruyter, um über die Rückgabe des Vertrages mit Lore Hansen zu sprechen, die sich ihm gegenüber offenbart hat. Die Tür ist nicht verschlossen, aber Gruyter ist schon tot. Clown Ulf sucht den Vertrag, findet ihn und nimmt ihn mit in sein Zimmer, wo er ihn verbrennt. Frau Sievers kommt aus dem Bad, übernimmt von Frau Boulanka ihre Hunde und fährt zur Vorstellung.
Unter der drückenden Last der Beweise entschließt sich Frau Sievers zu einem Geständnis. Sie kannte Gruyter bereits seit vielen Jahren und beide hatten mal ein engeres und mal ein lockeres Verhältnis. Sie hat ihm auch junge Mädchen für zweifelhafte Engagements zugeführt. Eines Tages tauchte er in ihrer Bremer Wohnung auf, um dort einige Gepäckstücke zu deponieren. Als sie die Koffer aus Neugierde durchsuchte, fand sie darin für mehrere hundert Mille Rauschgift. In der Hoffnung Gruyter nicht so schnell wiederzusehen beschloss sie, die heiße Ware auf eigene Faust zu verkaufen. Doch nun traf sie ihn wieder und er wollte ihren Wohnungsschlüssel, um die Koffer wieder abzuholen. Nun hatte sie Angst, dass er die Koffer nicht mehr findet und das dem Rauschgiftring mit Namen und Adresse mitteilt, was ihr sicheres Ende bedeutet hätte. In ihren Augen war der Mord an Gruyter Notwehr.

## Produktion und Veröffentlichung
Pension Boulanka erlebte am 3. Dezember 1964 seine Premiere im Berliner Kino Kosmos. Im Fernsehen der DDR wurde der Film erstmals am 16. Juni 1976 im 1. Programm gesendet. Für die Dramaturgie war Margot Beichler verantwortlich. Die Außenaufnahmen wurden in Berlin am Rosenthaler Platz, Oranienburger Tor, Metropol-Theater und auf dem U-Bahnhof Berlin Schönhauser Allee sowie darunter gedreht. Da der Film im Revuetheater angesiedelt war, wirkten außer dem Friedrichstadt-Palast-Ballett mit den Solisten Emöke Pöstenyi, Elke Rieckhoff und Rolf Pfannenstein auch der Musikclown Mr. Malheur sowie die Dorantos mit ihrer Pudelgruppe mit.

## Kritik
Für das Lexikon des internationalen Films war Pension Boulanka ein „achtbarer, hervorragend gespielter Kriminalfilm, der jedoch die Logik zugunsten der Spannung vernachlässigt.“
„Die Milieuzeichnung ist gelungen, doch die Spannung verliert sich schnell.“ befand Cinema.
Prisma resümierte: „Eine frühe Arbeit des renommierten Krimi-Regisseurs Helmut Krätzig, […] der mit diesem Genrewerk nicht nur die Tradition der DEFA-Krimis neu beleben wollte, sondern auch einen Gegenpol zu den in Westdeutschland äußerst beliebten Edgar-Wallace-Verfilmungen wie "Der Zinker" oder "Der Hexer" schuf. Die Neuerfindung des Krimis ist das sicher nicht, doch das Zeitkolorit ist treffend eingefangen und macht "Pension Boulanka" unter filmhistorischen Gesichtspunkten durchaus interessant.“